# Ґоляни
Ґоляни (пол. Golany) — село в Польщі, у гміні Пшасниш Пшасниського повіту Мазовецького воєводства.
Населення — 175 осіб (2011).
У 1975-1998 роках село належало до Остроленцького воєводства.

## Демографія
Демографічна структура станом на 31 березня 2011 року:
|          | Загалом | Допрацездатний вік | Працездатний вік | Постпрацездатний вік |
| -------- | ------- | ------------------ | ---------------- | -------------------- |
| Чоловіки | 84      | 24                 | 48               | 12                   |
| Жінки    | 91      | 28                 | 40               | 23                   |
| Разом    | 175     | 52                 | 88               | 35                   |